# Harry Bild

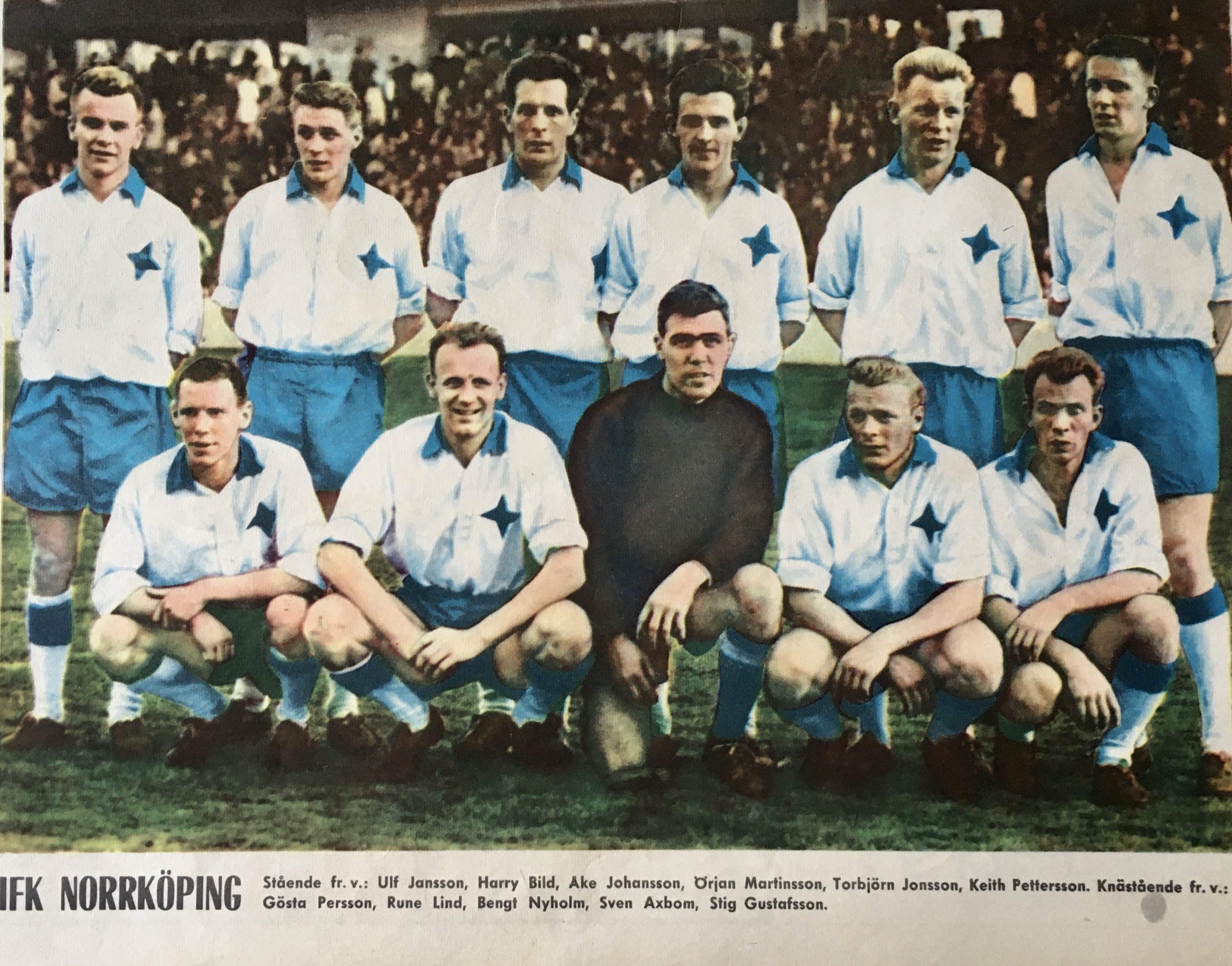
IFK Norrköpings mästarlag 1960 med Guldbollen-vinnarna Åke "Bajdoff" Johansson (1957), Torbjörn Jonsson (1960), Bengt "Zamora" Nyholm (1961) och Harry Bild (1963).

Harry Sven-Olof Bild, född 18 december 1936 i Nöbbele, död 16 januari 2025 i Växjö, var en svensk fotbollsspelare känd för att ha representerat IFK Norrköping, där han än idag innehar titeln som näst meste målskytt genom tiderna, samt Sveriges landslag.

## Karriär
Harry Bild startade sin karriär 1956 i IFK Norrköping där han på 175 matcher gjorde 120 mål och bidrog till 5 av klubbens 13 SM-guld. Hans 120 mål gör honom till den  IFK Norrköping-spelare som gjort näst flest mål någonsin, efter Henry Källgren. 1964 blev han utlandsproffs i FC Zürich och gick därifrån vidare till Feyenoord där han gjorde 39 mål på 52 matcher. Han flyttade till Öster 1967 där stannade till 1973 och gjorde 42 mål på 115 matcher, samt vann Allsvenskan 1968. 
Harry Bild gjorde 28 matcher i A-landslaget.
Han utsågs 1962 till Stor Grabb och vann 1963 Guldbollen.